# School Food Punishment

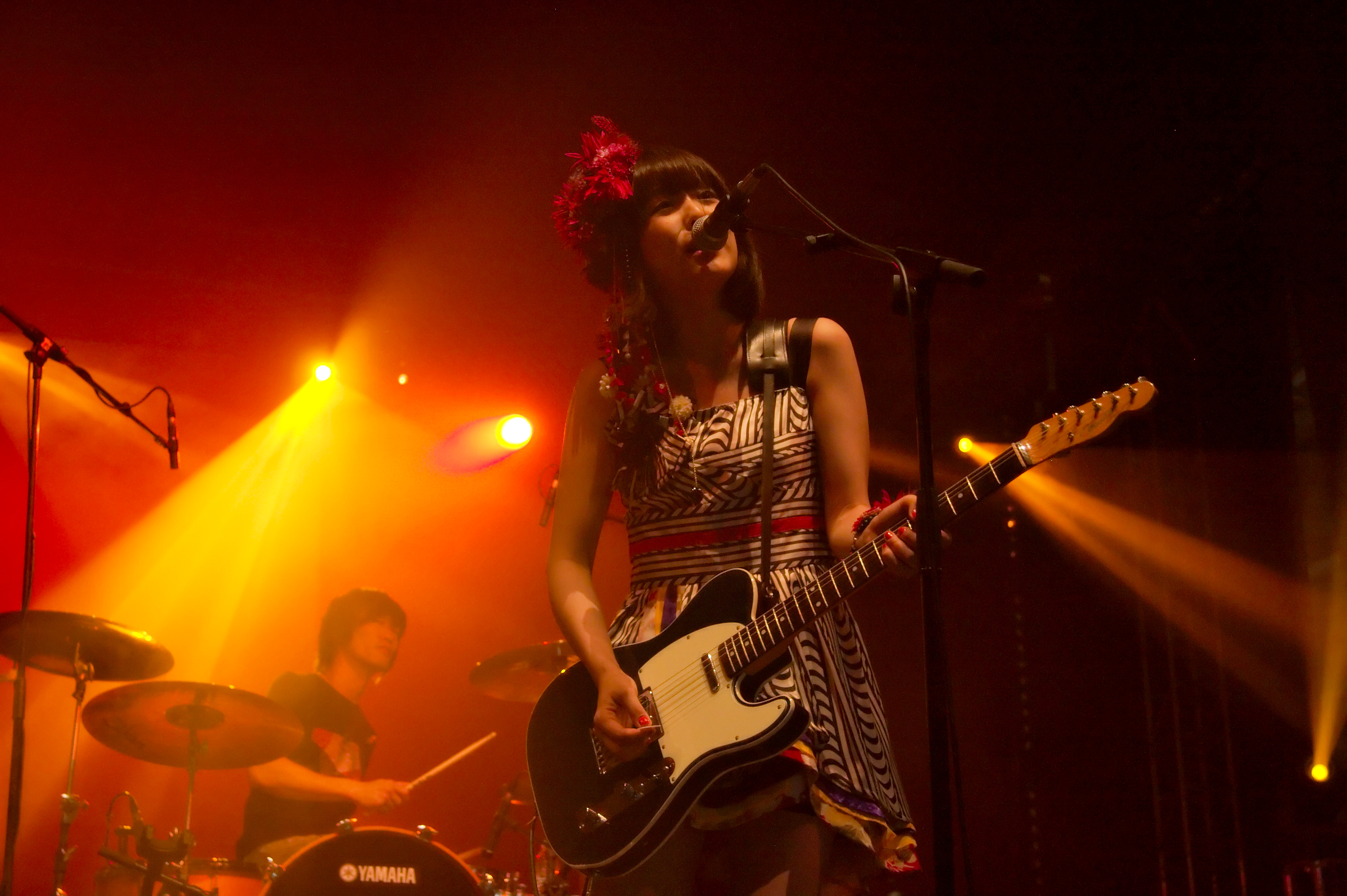

School Food Punishment는 일본의 아티스트 가운데 하나로 장르는 록과 일렉트로니카다. 2012년 6월 11일 해산하였다.

## 구성원

### 현재
- 우치무라 유미(内村 友美) - 보컬, 기타, 작사 담당
- 하스오 마사유키(蓮尾 理之) - 키보드 담당
- 야마사키 히데아키(山崎 英明) - 코러스, 베이스 담당. 2009년 3월 15일 부상으로 인해 활동을 쉬고 있다.
- 히다이 오사무(比田井 修) - 드럼 담당

### 과거
- 우에다 아츠시(上田 睦) - 베이스 담당. 2008년에 탈퇴했다.
- 카타노 카츠야(片野 勝哉) - 드럼 담당. 2007년에 탈퇴했다.

## 작품

### CD 싱글
- futuristic imagination - 2009년 5월 27일에 나옴
  - '동쪽의 에덴' 닫는 노래 'futuristic imagination' 수록
  - 초회 한정판에 DVD 포함

동쪽의 에덴 두 번째 극장판 주제가 'Future Nova'
앨범명 Future Nova / After Laughter
3/10 발매. DVD한정판/ 통상판

### 인터넷 한정 배포 싱글
- feedback / 二人海の底 - 2008년 12월 10일에 나옴
  - '여대생 회계사 사건부' 여는 노래 'feedback' 수록
  - '여대생 회계사 사건부' 닫는 노래 '二人海の底' 수록

### 미니 앨범
- school food is good food - 2007년 4월 4일에 나옴
  - CD 엑스트라 디스크('pool' 뮤직비디오 수록)
  - 'バリサン ver.2.0' 닫는 노래 'pool' 수록

- air feel, color swim - 2007년 11월 21일에 나옴
  - CD 엑스트라 디스크('you may crawl' 뮤직비디오 수록)

- Riff-rain - 2008년 12월 10일에 타워레코드 한정판이 나오고 2009년 1월 14일에 일반판이 나옴

### 참가한 작품
- nextpop - 2006년 10월 6일에 나옴
  - 'pool' 수록

- Judy and Mary 15th Anniversary Tribute Album (2009년 3월 18일)
  - 'Brand New Wave Upper Ground'에 참가

### 맛보기 CD-R
- 첫째 판 - 2005년 5월에 나옴
- 둘째 판 - 2006년 5월에 나옴

## 소속
- JULY RECORDS, United Asia Entertainment - 2007년
- Fiveman Army Rocks - 2008년 ~ 2009년
- EPIC RECORDS JAPAN - 2009년 ~ 현재

## 걸어온 길
- 2004년 10월 - 우치무라 유미를 중심으로 결성
- 2004년 12월 - 첫 라이브 공연. 라이브 하우스를 중심으로 활동.
- 2008년 - FM802 주최 'MINAMI WHEEL 2008', J-WAVE 주최 'TOKYO REAL-EYES LIVE SUPERNOVA' 출연
- 2012년 6월 11일 - 해산

## 덧붙임
- school food punishment라는 이름 자체에 깊은 의미는 없다고 한다.[1]